# 暴鱷戰超鱷
《暴鱷戰超鱷》（英語：Dinocroc vs. Supergator）是一部2010年美國怪獸動作冒險電視電影，由吉姆·懷諾斯基執導和編劇，大衛·卡拉定主演。其故事構想取自執行製片人羅傑·柯曼，在此前就已製作了《大暴龍》（2004年）、《追擊巨鱷》（2007年）及《特禽鯊龍》（2007年）這三部相似題材的作品。
該片2010年6月26日在Syfy上首播，2011年7月12日發行DVD和藍光。

## 劇情
在夏威夷的德瑞克工業研究實驗室中，正在研發著兩種突變生物——暴鱷和超鱷。但某日，兩隻怪物逃脫並各自在島上襲擊人們，這使德瑞克派了當地獵人巴布·羅根前去捉捕；另一方面，女警卡西迪和實驗室間諜保羅也遭到怪物的襲擊，使得保羅、羅根和卡西迪合作起來並決定讓暴鱷和超鱷相互殘殺。

## 演員
- 大衛·卡拉定飾演傑森·德瑞克
- 柯瑞·蘭迪斯飾演保羅·博蒙特
- 艾米·拉西馬斯飾演卡西迪·史旺森
- 瑞比·希利斯飾演巴布·羅根
- 約翰·卡拉漢（英语：John Callahan (actor)）飾演查理·史旺森
- 黛莉亞·謝波德（英语：Delia Sheppard）飾演金柏莉·塔虎脱
- 傑夫·雷克托（英语：Jeff Rector）飾演史都華·塔虎脱
- 嘉莉·史蒂文斯（英语：Carrie Stevens）飾演德瑞克的護士
- 吉姆·懷諾斯基飾演羅伊·詹森
- 塔米·謝菲爾德（英语：Tamie Sheffield）飾演導遊

## 備註
1. ↑  掛名為羅伯·羅伯森（Rob Robertson）。

## 外部連結
- 互联网电影数据库（IMDb）上《暴鱷戰超鱷》的资料（英文）
- 爛番茄上《暴鱷戰超鱷》的資料（英文）
- AllMovie上《暴鱷戰超鱷》的资料（英文）